# Kenjiro Takayanagi

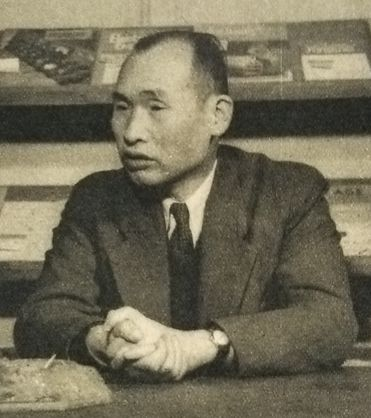
Kenjiro Takayanagi in 1953

Kenjiro Takayanagi (Japans: 高柳 健次郎, Takayanagi Kenjirō) (Hammatsu, Shizuoka, 20 januari 1899 – 23 juli 1990) was een Japanse pionier bij de ontwikkeling van de televisie. Hoewel hij niet erg bekend werd in het westen bouwde hij wel de eerste volledig elektronische televisieontvanger en wordt hij gezien als de vader van de Japanse televisie.

## Carrière

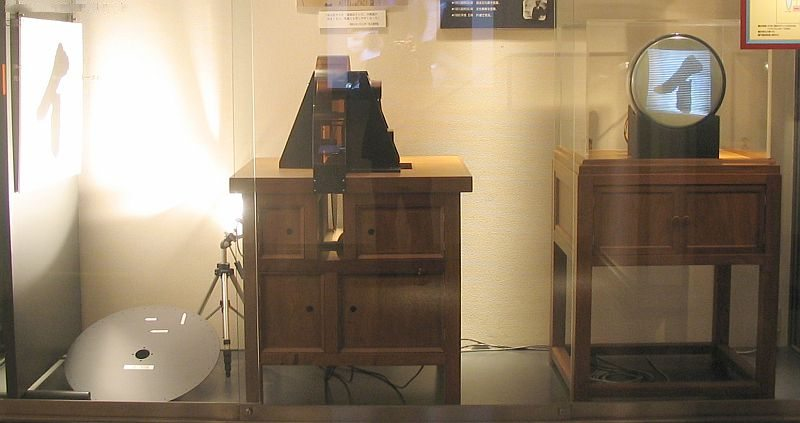
Reconstructie van het experiment van Takayanagi

In 1925 begint Takayanagi met zijn onderzoek nadat hij erover gelezen heeft in een Frans artikel. Hij ontwikkelt een soortgelijk systeem als dat van John Logie Baird, gebruikmakend van een Nipkowschijf om het onderwerp te scannen en een elektrisch signaal om te genereren. In tegenstelling tot Baird nam Takayanagi de belangrijke beslissing om gebruik te maken van een kathodestraalbuis om het ontvangen signaal te tonen, waardoor hij de allereerste "volledig elektronische" televisieset ontwikkelde. Op 25 december 1926 demonstreerde Takayanagi zijn systeem succesvol op de Industriële Hogeschool van Hamatsu, waar hij destijds tevens les gaf (de school is nu de Faculteit Techniek van Universiteit van Shizuoka).
De eerste afbeelding die verzonden werd was het Japanse katakana karakter i, bestaande uit 40 scanlijnen. Het karakter イ werd gekozen omdat deze in Japan een van de eerste karakters is die men leert. Dit was enkele maanden voordat Philo Farnsworth zijn demonstratie gaf van zijn eerste "volledig elektronische" televisie zonder een Nipkowschijf in San Francisco op 7 september 1927.
In de jaren daarna bleef Takayanagi een sleutelrol spelen bij de ontwikkeling van de televisie bij de NHK (de Japanse Omroep Corporatie) en daarna bij de JVC, waar hij uiteindelijk vicepresident van werd. Hij was ook betrokken bij de ontwikkeling van de kleurentelevisie en de video tape recorder.
Hij stierf aan de gevolgen van een longontsteking op 23 juli 1990. Hij is 91 jaar geworden.
Vanaf 1996 reikt het Institute for Image Information and Television Engineers de "Niwa-Takayanagi prijs" uit voor uitmuntende onderzoeksprestaties op het gebied van techniek.

### Ontvangen prijzen
- april 1955 - Paarse Lint
- november 1980 - Prijs voor Culturele Verdiensten
- maart 1981 - Orde van Cultuur
- april 1989 - Grootkruis in de Orde van de Heilige Schatten[4]
- Orde van Culturele Verdienste

## Chronologisch overzicht carrière
- november 1973 - Benoeming tot Technisch Adviseur van Japan
- februari 1974 - Benoeming tot Voorzitter van de Omroep Vereniging voor de Bevordering van de Wetenschap
- oktober 1984 - Benoeming tot President van de Takayanagi Memorial Electronic Science and Technology Foundation
- oktober 1984 - Benoeming tot Ere Hoogleraar op de Alabama State University (Verenigde Staten)
- oktober 1984 - Benoeming tot ereburger van Hamamatsu (Shizuoka)
- oktober 1988 - Benoeming tot erelid van de American Association of Motion Picture and Television Engineers (SMPTE)
- november 1988 - eredoctoraat Shizuoka Universiteit
- november 2009 - Het American Institute of Electrical and Electronics erkent zijn onderzoek als een IEEE-mijlpaal[5]